# Lambertus van de Ven
Lambertus van de Ven (Eindhoven, 29 januari 1746 - Eindhoven, 5 september 1801) is een voormalig burgemeester van de  Nederlandse stad Eindhoven. Van de Ven werd geboren als zoon van burgemeester Andries Lammers van de Ven en Joanna Petrus Rutten. Hij was burgemeester van Eindhoven in 1782 en 1783 en stierf ongehuwd.